# 圣博内埃尔韦尔
圣博内埃尔韦尔（法語：Saint-Bonnet-Elvert，法語發音：[sɛ̃ bɔnɛ ɛlvɛʁ]）是法国科雷兹省的一个市镇，属于蒂勒区。

## 地理
圣博内埃尔韦尔（45°9'43"N, 1°54'13"E）面积18.37 平方千米，位于法国新阿基坦大区科雷兹省，该省份为法国中南部省份，北起上维埃纳省和克勒兹省，西接多爾多涅省，南至洛特省，东临多姆山省和康塔爾省。
与圣博内埃尔韦尔接壤的市镇（或旧市镇、城区）包括：尚帕尼亚克-拉普吕讷、福尔热、圣沙芒、圣西尔万、多尔多涅河畔阿让塔。

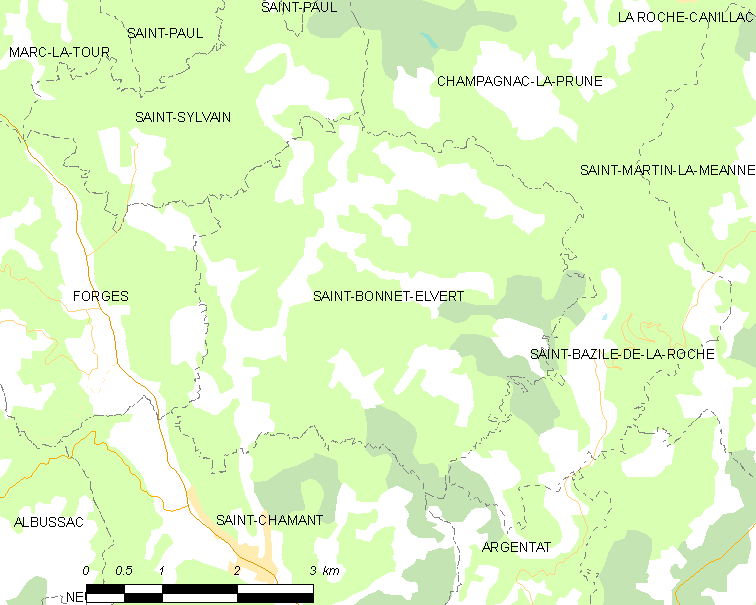
圣博内埃尔韦尔的OSM定位图

圣博内埃尔韦尔的时区为UTC+01:00、UTC+02:00（夏令时）。

## 行政
圣博内埃尔韦尔的邮政编码为19380，INSEE市镇编码为19186。

## 政治
圣博内埃尔韦尔所属的省级选区为多尔多涅河畔阿让塔县。

## 人口

1962-2008年间圣博内埃尔韦尔人口变化图示

圣博内埃尔韦尔于2022年1月1日时的人口数量为226人。